# Hemitoma natlandi
Hemitoma natlandi är en snäckart som beskrevs av John Wyatt Durham 1950. Hemitoma natlandi ingår i släktet Hemitoma och familjen nyckelhålssnäckor. Inga underarter finns listade i Catalogue of Life.